# Georgi Parvanov

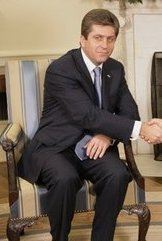
Georgi Parvanov

Georgi Sedeftsjov Parvanov (Bulgaars: Георги Седефчов Първанов) (Sirishtnik, 28 juni 1957) is een Bulgaars politicus. Hij was tussen 2002 en 2012 president van Bulgarije.
Georgi Parvanov studeerde tot 1975 wiskunde aan de hogeschool van Pernik en studeerde daarna (1981-1988) geschiedenis aan de Universiteit van Sofia.
Parvanov werd in 1981 lid van de Bulgaarse Communistische Partij (BKP) en werkte als onderzoeker, onder meer voor het historisch instituut van de BKP. In 1990 werd hij lid van de Bulgaarse Socialistische Partij (BSP), de opvolger van de BKP. Hij werd in de Opperste Raad van de BSP gekozen en was vicevoorzitter van de Opperste Raad. Hij bleef voorzitter tot 2001.
Georgi Parvanov was van 1994 tot 2001 lid van de Narodno Sobranie (Nationale Vergadering) en was lid van de parlementaire commissies Vriendschap met Griekenland en Radio en Televisie. Van 1997 tot 2001 was hij fractievoorzitter van de fractie Democratisch Links (gezamenlijke fractie van [centrum-]linkse partijen).
Bij de presidentsverkiezingen van november 2001 versloeg Parvanov de zittende president Petar Stojanov. Op 22 januari 2002 werd Georgi Parvanov beëdigd. Georgi Parvanov is de eerste democratisch gekozen socialistische president van Bulgarije.
In 2006 werd duidelijk dat Parvanov onder de codenaam 'Gotze' (Gotse, Goce) jarenlang werkzaam was geweest voor de Darjavna Sigurnost, de communistische geheime dienst.
Als historicus is Parvanov vooral geïnteresseerd in de geschiedenis van de sociaaldemocratie in Bulgarije.

## Publicaties (o.a.)
- Dimitar Blagoev en de Bulgaarse Nationale Kwestie 1879-1917 (1988)
- Van Bouzloudja tot het Corona Theater (1995)
- De Bulgaarse Sociaaldemocratie en de Macedonische Kwestie van het einde van de 19de eeuw tot 1918 (1997)
- Voor en Achter de 10de (2001)